# Vichyvatten

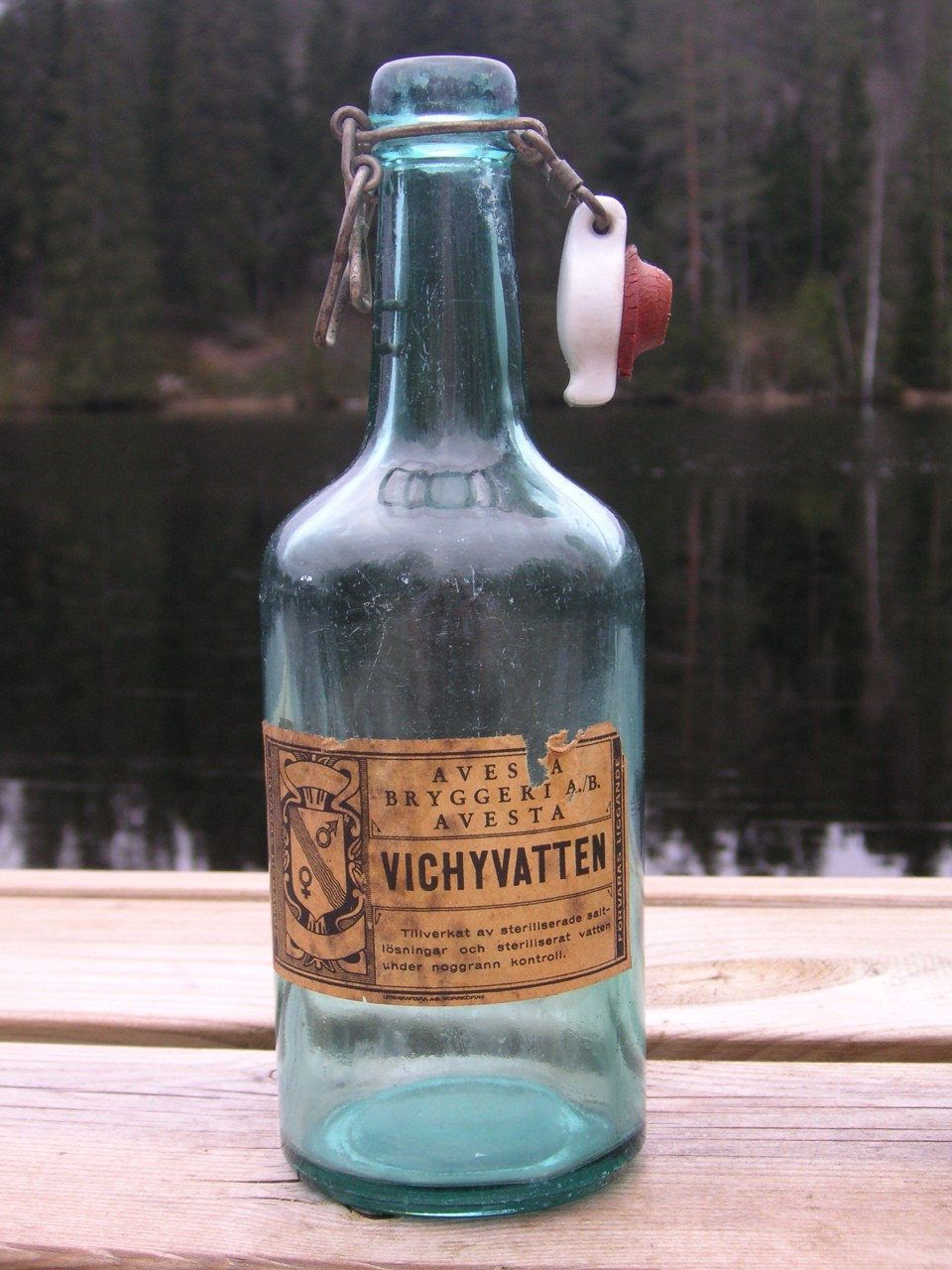
Vichyvattenflaska från början av 1900-talet.

Vichyvatten är en form av mineralvatten med hög halt av salter, framförallt natriumkarbonat och natriumklorid. Även litium finns med. Namnet kommer från en hälsokälla nära staden Vichy i Frankrike.
Specialflaskor för mineral- och sodavatten kom på 1800-talet på marknaden i Sverige och 1880 introducerades den klassiska vichyvattenflaskan av grönt glas. Flaskan förslöts i början med en kork, men mot 1800-talets slut infördes den så kallade patentkorken efter tysk förebild, då man började kolsyra vattnet och korken behövde tåla tryck. Patentkorken är en återförslutningsbar porslinspropp med tätning av en gummiring.